# Лазарев, Илья Олегович
Илья́ Оле́гович Ла́зарев (род. 7 апреля 1971, Москва) — российский телевизионный деятель, телепродюсер.

## Биография
Родился 7 апреля 1971 года в Москве. Окончил Московский государственный институт культуры.
Начал работу на ТВ в 1993 году на Московском телеканале. Работал редактором, корреспондентом в областной редакции телеканала.
В 1996—2000 годах работал на телеканале НТВ ассистентом режиссёра в информационной программе «Сегодня» и продюсером документальных фильмов проекта «Новейшая история» («Жизнь под грифом „Секретно“», «Гибель линкора»).
В августе 2001 года перешёл на РТР (позже — телеканал «Россия») в Дирекцию информационных программ. Изначально работал режиссёром выпуска программы «Вести», затем стал её главным режиссёром.
С 2006 по 2012 год — главный продюсер ДИП «Вести». Помимо ежедневного информационного вещания, были осуществлены десятки специальных проектов, таких как выездные Госсоветы, политические и экономические форумы, Прямые линии Президента России. Особо отмечены спецпроект «Вести-Нева» (в дни празднования 300-летия Санкт-Петербурга пятисотметровая информационная студия «Вестей» работала на Заячьем острове). Подобный опыт был повторён на саммите G8. Помимо этого, под руководством Ильи Лазарева был проведён первый после войны в Чеченской республике рок-фестиваль «Феникс-возрождение жизни» в Гудермесе.
С 2012 по 2014 год работал в холдинге «РИА Новости». Поочерёдно занимал должности начальника направления видеопроизводства, исполнительного директора и заместителя главного редактора.
С 2014 года — руководитель Института дополнительного образования, телевизионной школы «Академия ТВ» при Московском технологическом университете.
С июля 2019 года - начальник Управления телерадиовещания, а затем заместитель руководителя Федерального агентства по печати и массовым коммуникациям.
Увлекается автомобильным спортом, в частности, «Формулой-1».

## Награды
- Орден Дружбы (23 апреля 2008 года) — за информационное обеспечение и активную общественную деятельность по развитию гражданского общества в Российской Федерации[10].
- Благодарность Президента Российской Федерации (5 мая 2011 года) — за большой вклад в развитие отечественных средств массовой информации, многолетнюю добросовестную работу и активную общественную деятельность[11]
- Благодарность Правительства Российской Федерации (3 марта 2012 года) — за активное участие в освещении деятельности Председателя Правительства Российской Федерации[12]